# O zi cu surprize
O zi cu surprize este un film românesc din 1988 regizat de Viorel Nica, Virgil Mocanu.